# Satz von Erdős-Kaplansky
Der Satz von Erdős-Kaplansky ist ein mathematischer Satz aus der Funktionalanalysis. Das Theorem macht eine fundamentale Aussage über die Dimension des Dualraumes eines unendlich-dimensionalen Vektorraumes, insbesondere zeigt es, dass der algebraische Dualraum zum Vektorraum nicht isomorph ist. 
Der Satz ist nach Paul Erdős und Irving Kaplansky benannt.

## Aussage
Sei {\displaystyle E} ein unendlich-dimensionaler Vektorraum über einem Körper {\displaystyle \mathbb {K} } mit einer Basis {\displaystyle \{b_{i}\}_{i\in I}}. Dann gilt für den Dualraum {\displaystyle E^{*}}
{\displaystyle \operatorname {dim} (E^{*})=\operatorname {card} (\mathbb {K} ^{I}).}

## Einzelnachweis
1. ↑  Nicolas Bourbaki: Elements of mathematics: Algebra I, Chapters 1 - 3. Hrsg.: Hermann. 1974, ISBN 0-201-00639-1, S. 400 (englisch).